# Sorapilla
Sorapilla är ett släkte av bladmossor. Sorapilla ingår i familjen Sorapillaceae.
Sorapilla är enda släktet i familjen Sorapillaceae.
Kladogram enligt Catalogue of Life:
| Sorapilla | \| \| Sorapilla papuana \| \| \| \| \| \| Sorapilla sprucei \| \| \| \| |
|           | \| \| Sorapilla papuana \| \| \| \| \| \| Sorapilla sprucei \| \| \| \| |
|           | Sorapilla papuana                                                       |
|           |                                                                         |
|           | Sorapilla sprucei                                                       |
|           |                                                                         |